# Svartbakstindur

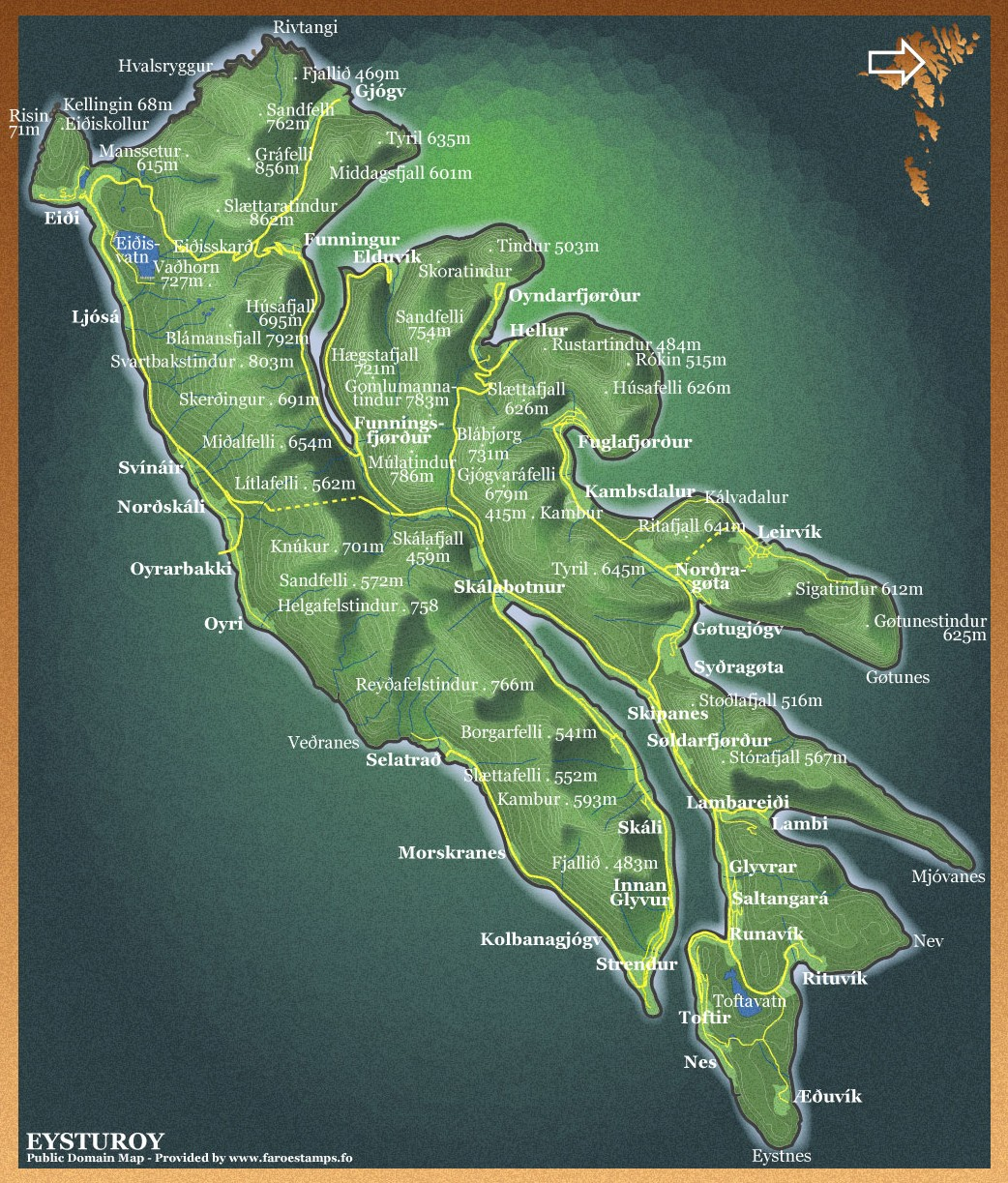
Karta över Eysturoy med Svartbakstindur utmärkt

Svartbakstindur är ett berg på ön Eysturoy i den norra delen av ögruppen Färöarna. Berget har en högsta topp på 801 meter och är därmed öns högsta bergstopp och Färöarnas tionde högsta berg. Svartbakstindur ligger nära den 790 meter höga toppen Blámansfjall som är Färöarnas elfte högsta topp.